# Nhóm ngôn ngữ Karen
Ngữ chi Karen là một nhóm các ngôn ngữ thanh điệu được khoảng trên 3,2 triệu người Karen sử dụng. Các ngôn ngữ này có nguồn gốc không rõ ràng trong phạm vi ngữ tộc Tạng-Miến. Hệ thống chữ viết của các ngôn ngữ này dùng chữ Myanmar .
Ba nhánh chính trong ngữ chi này là Sgaw, Pwo và Pa'o. Tiếng Kayah (còn gọi là Karenni hay Karen đỏ) và tiếng Kayan (còn gọi là Padaung) có liên quan gần với nhánh Sgaw. Chúng gần như là độc đáo trong ngữ tộc Tạng-Miến ở chỗ có trật tự câu chủ ngữ-động từ-bổ ngữ; chứ không giống như tiếng Karen và tiếng Bạch, các ngôn ngữ tiêu biểu của ngữ tộc Tạng-Miến với trật tự câu chủ ngữ-bổ ngữ-động từ. Điều này có lẽ là do ảnh hưởng từ các ngôn ngữ Môn và Thái. Các ngôn ngữ trong ngữ chi này cũng được coi là bất thường vì không thấy có ảnh hưởng nào của tiếng Trung.

## Phân loại
Do các ngôn ngữ trong nhóm này về mặt ngôn ngữ là tương đối thủ cựu ở nhiều điểm, nên Benedict (1972) đã loại nhóm ngôn ngữ Karen ra khỏi ngữ tộc Tạng-Miến của ngữ hệ Hán-Tạng, nhưng điều này dường như không hợp lý.
Cấu trúc nội bộ của ngữ chi này như sau: 
- Pa’o
- Pwo (Đông, Bắc, Tây, Phrae)
- Sgaw-Bghai
  - Bghai (Lahta, Padaung, Bwe, Geko, Geba)
  - Brek
  - Kayah (Đông Kayah, Tây Kayah, Yinbaw, Yintale, Manumanaw)
  - Sgaw (Sgaw, Paku, Mopwa, Wewaw)